# Coelogyne rhabdobulbon
Coelogyne rhabdobulbon é uma espécie de orquídea epífita, família Orchidaceae, originária de Borneu.